# イベント ビューア
イベント ビューアは、 Windows NT 4.0 以降の Windows NT系に該当する Windows に含まれているユーティリティソフトウェアである。

## 概要
Windows がシステム内で発生した事象（イベント）を書き込む「イベント ログ」を参照するためのソフトウェアである。イベント ログには、アプリケーションのインストール・サービスの起動と停止・アプリケーションの異常終了・ハードウェア障害の検知などの情報が記録され、システムの利用者はイベント ビューアを使ってこれらの情報を参照することができる。
イベント ビューアはイベント ログの内容を確認するだけでなく、特定の種類のイベントのみを抽出して表示させたり、イベント ログのメンテナンス方法を変更したりする機能も持っている。

## イベント ログ
イベント ログの種類には、以下のものが存在する。
アプリケーション ログアプリケーションに関連するイベントが記録される。アプリケーションのインストールが成功した場合や、ハングアップしたアプリケーションを強制終了させた場合などが該当する。
セキュリティ ログセキュリティに関連するイベントが記録される。ログインの成功時・失敗時などが該当する。
システムログシステム全体に関連するイベントが記録される。Windows サービスの起動時・停止時や、ハードウェア障害を検知した場合などが該当する。
Windows Vista 以降には、以下の二つが追加された。
セットアップ ログ（環境によっては「Setup」の名称で存在）Windows Update によるシステムの更新に関するイベントが記録される。
ForwardedEvents ログリモートコンピュータから収集されたイベントを格納する。
また、 Windows 2000 以降はアプリケーションが独自に作成することができる「カスタム ログ」がサポートされた。